# Drepanopeziza ribis
Drepanopeziza ribis (Rehm ex Kleb.) Höhn.) – gatunek grzybów z rodziny Drepanopezizaceae. Pasożyt roślin wywołujący chorobę o nazwie antraknoza liści porzeczek.

## Systematyka i nazewnictwo
Pozycja w klasyfikacji według Index Fungorum: Drepanopeziza, Drepanopezizaceae, Helotiales, Leotiomycetidae, Leotiomycetes, Pezizomycotina, Ascomycota, Fungi.
Po raz pierwszy takson ten zdiagnozowali w 1905 r. Heinrich Rehm i Heinrich Klebahn nadając mu nazwę Pseudopeziza ribis. Obecną, uznaną przez Index Fungorum, nazwę nadał mu w 1945 r. Franz Xaver  Höhnel. 
Synonimy:
- Gloeosporidiella ribis (Lib.) Petr. 1921
- Gloeosporidiella ribis (Lib.) Petr. 1921 f. ribis
- Gloeosporium ribis (Lib.) Mont. & Desm. 1867
- Gloeosporium ribis var. macrosporum Săvul. & Sandu 1931
- Gloeosporium ribis var. parillae Jancz. & Namysł. 1916
- Gloeosporium ribis (Lib.) Mont. & Desm. 1867 var. ribis
- Leptothyrium ribis Lib. 1834
- Pseudopeziza ribis Rehm ex Kleb. 1905

Jeszcze do niedawna Gloeosporidiella ribis (Lib.) Petr. opisywany był jako odrębny gatunek. Później okazało się, że jest to tylko anamorfa Drepanopeziza ribis, tak więc Gloeosporidiella ribis stał się tylko synonimem. 

## Cykl rozwojowy
Saprotrof i pasożyt obligatoryjny roślin należących do rodzaju porzeczka (Ribes). Na żywych roślinach rozwija się jego forma bezpłciowa (anamorfa). Jej grzybnia na dolnej stronie liści wytwarza acerwulusy, w których powstają zarodniki konidialne. W czasie wilgotnej pogody pęczniejące od wilgoci acerwulusy powodują rozerwanie naskórka liścia i przez pęknięcie wydostają się zlepione śluzem zarodniki. Wybijają je krople deszczu, a przenosi wiatr. Zarodniki te dokonują infekcji wtórnej, rozprzestrzeniając chorobę. Czas od wykiełkowania zarodników do dojrzenia acerwulusów wynosi 8–12 dni, w czasie sezonu wegetacyjnego może więc powstać kilka generacji zarodników.
Na opadłych liściach porzeczki rozwija się forma płciowa – teleomorfa. Wytwarza apotecja, w których na drodze płciowej powstają askospory. Zarodniki te wiosną dokonują infekcji pierwotnej, kiełkując na młodych liściach porzeczek. Na liściach porzeczki opadłych późną jesienią udaje się przetrwać także niektórym acerwulusom. Wytwarzane w nich konidia wiosną również dokonują infekcji pierwotnej. 

## Morfologia
Acerwulusy mają postać drobnych, ciemnych i podobnych do brodawek wzniesień o średnicy 0,3–0,4 mm. Konidiofory powstają w ich dolnej części, w miękiszu palisadowym liścia. W fialidach na końcach konidioforów wytwarzane są sierpowate, jednokomórkowe i bezbarwne konidia o rozmiarach 14–22 × 4–7 μm. Mają obciętą podstawę i dzióbek na wierzchołku. Podawano także, że wytwarzane są mikrokonidia o rozmiarach 3–6 × 1–1,5 μm.
Apotecja powstają na słabo rozwiniętej grzybni.  Mają średnicę 0,4–1 mm i tylko swoją dolną częścią są zagłębione w podłożu. W czasie wilgotnej pogody pęcznieją i wznoszą się ponad podłoże, w czasie suchej kurczą się i zagłębiają w podłoże. Hymenium składa się z palisadowo ułożonych worków poprzegradzanych wstawkami. Worki mają cylindryczno-buławkowaty kształt, nieco zgrubiałe ścianki i ujście w szczytowej części. Mają rozmiar 70–90 × 12–16 μm. Powstają w nich jednokomórkowe, bezbarwne askospory o jajowatym kształcie i rozmiarach 12–17 × 7–8 μm.